# Камисунагава
Камисунагава (яп. 上砂川町 Камисунагава-тё:) — посёлок в Японии, находящийся в уезде Сорати округа Сорати губернаторства Хоккайдо. Площадь посёлка составляет 39,91 км², население — 3559 человек (30 июня 2014), плотность населения — 89,18 чел./км².

## Географическое положение
Посёлок расположен на острове Хоккайдо в губернаторстве Хоккайдо. С ним граничат города Сунагава, Утасинай, Асибецу и посёлок Наиэ.

## Население
Население посёлка составляет 3559 человек (30 июня 2014), а плотность — 89,18 чел./км². Изменение численности населения с 1980 по 2005 годы:
| 1980 | 10 790 чел. |  |
| 1985 | 9459 чел.   |  |
| 1990 | 6440 чел.   |  |
| 1995 | 5852 чел.   |  |
| 2000 | 5171 чел.   |  |
| 2005 | 4770 чел.   |  |

## Символика
Деревом посёлка считается Ulmus davidiana, цветком — Phlox subulata.